# Nikolaj Rumjantsev

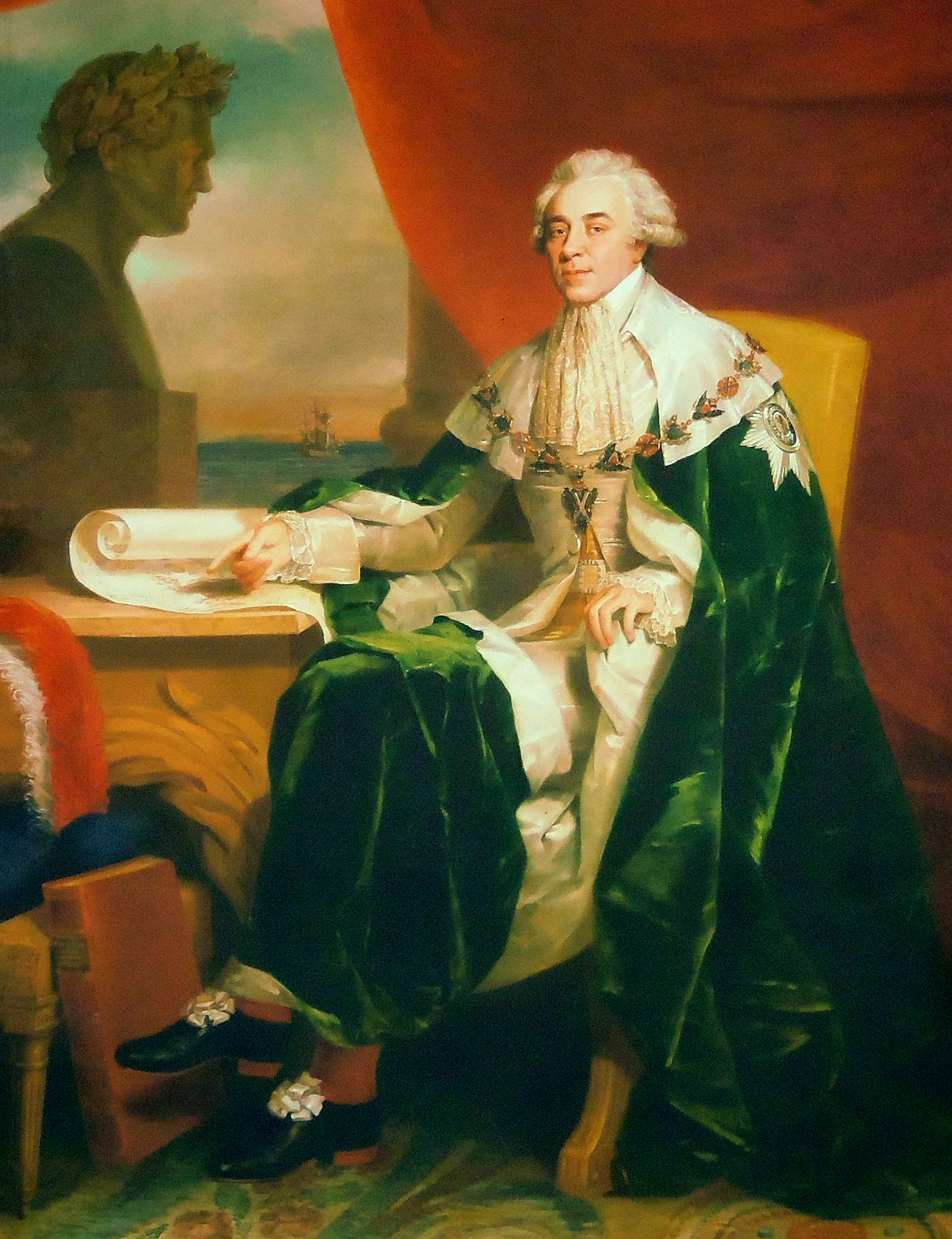
George Dawe: Nikolaj Petrovitj Rumjantsev

Nikolaj Petrovitj Rumjantsev (ryska Николай Петрович Румянцев), född den 14 april 1754, död den 15 januari 1826, var en rysk greve, statsman, slavist och mecenat. Han var son till Pjotr Aleksandrovitj Rumjantsev.
Rumjantsev fick sin grundläggande utbildning i hemmet under ledning av Friedrich Melchior von Grimm, men reste 1774 med sin bror Sergej till universitetet i Leiden där Nikolaj läste historia. Därefter gjorde de en Grand tour i Europa. Efter några år som hovtjänsteman utsågs han till ryskt sändebud vid flera tyska hov med residens i Frankfurt am Main. Han vistades där från 1777 till 1796 och hans största insats där var att värva utländska experter till rysk tjänst. Efter att Alexander I hade blivit kejsare 1801 utsågs han till handelsminister (1802–1810) och ordförande i riksrådet (1810–1812). År 1808 utsågs han till utrikesminister och företrädde en franskvänlig politik med expansionssträvanden i Moldavien och Valakiet samt i Finland. Med det franska angreppet på Ryssland 1812 var hans roll därför slutspelad. Han lämnade sin ministerpost 1814. Under sin tid som utrikesminister hade han en betydande roll då freden i Fredrikshamn 1809 slöts mellan Ryssland och Sverige och utsågs därför till rikskansler.
Redan under tiden i Frankfurt hade Rumjantsev börjat samla böcker och knyta kontakter med den lärda världen. Som utrikesminister samlade han antikviteter av olika slag. Sin största betydelse hade han som samlare av handskrifter och böcker i slavisk historia och litteratur samt som frikostig främjare av dithörande undersökningar och arbeten. Hans tid kallas i den ryska slavistikens historia den rumjantsevska perioden. Redan 1791 hade han trätt i förbindelse med tjecken och filologen Josef Dobrovský och till den rumjantsevska kretsen hörde under 1800-talets andra och tredje årtionden nästan alla, som då arbetade i Rysslands historia, fornkunskap och äldre litteratur. ”Kanslern”  underhöll med dem en lärd brevväxling, följde deras arbeten med livligt deltagande, bekostade forskningsresor och litterära undersökningar samt tryckningen av en mängd lärda verk. Som hans bibliotekarie tjänstgjorde under senare år slavisten Aleksandr Vostokov, och denne har lämnat en för den slaviska litteraturhistorien synnerligen viktig beskrivning över handskrifterna i Rumjantsev-museet (1842).
Själv tog han initiativ till och övervakade utgivningen av den stora samlingen av statsurkunder Sobranije gosudarstvennych gramot i dogovorov, som hade Jean Dumont de Carlscroons Corps universel diplomatique (1728) som förebild. Den ryska samlingen utkom 1813–1828 på hans bekostnad i fyra stora folioband. Bland övriga på hans bekostnad utgivna arbeten kan nämnas Kirill Turovskij och andra urkunder från 1100-talet, två fornryska lagböcker (storfurst Vasilij III:s och Ivan IV:s), Sofia-krönikan, Vitryskt arkiv, Konstantin Kalajdovitjs undersökningar om den bulgariske exarken Johannes samt en samling av fornslovenska urkunder. Han uppmuntrade studier rörande både det litauiska och finska språket och kulturen som uttryck för en klyfta i förhållande till Polen respektive Sverige.
Rumjantsevs samling av äldre slaviska och ryska handskrifter och böcker var säkert en av de värdefullaste som någonsin funnits i enskild ägo. Den innehöll vid hans död 742 handskrifter, 40 000 band böcker och 640 kartor. Därtill hade han omfattande mynt-, antikvitets- och mineralsamlingar. Rumjantsevs samlingar testamenterades till staten. De ombildades 1828 till Rumjantsev-museet, underordnades Offentliga Biblioteket 1845 och flyttades till Ryska statsbiblioteket i Moskva.

## Övrigt

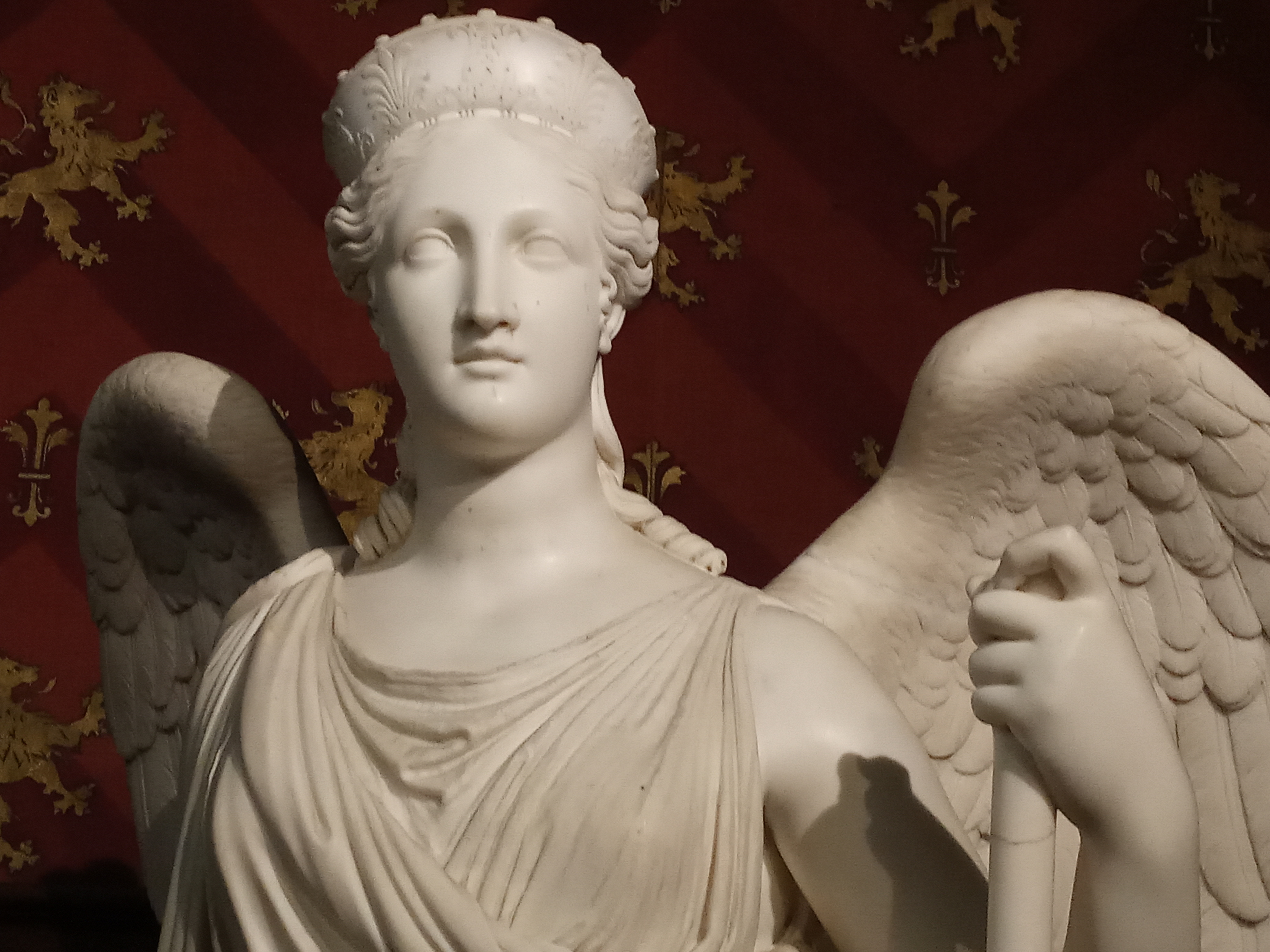
Antonio Canova: Allegori över freden

Omkring 1811 gick skulptören Antonio Canova med på Rujantsevs förslag att skulptera en allegorisk staty över freden: en bevingad kvinnofigur med diadem och spira som trampar på en orm som representerar kriget. Statyn är ett släktmonument och symboliserade att ättens Rumjantsevs bidrag till den ryska diplomatin var fred. Fredsgudinnan lutar sig nämligen mot en bruten kolonn med namnen på tre segerrika fredsslut framförhandlade av medlemmar av ätten: Freden i Åbo 1743, i Kjutjuk-Kajnardzji 1774 och i Fredrikshamn 1809. På 1960-talet överfördes statyn till Bohdan och Varvara Chanenkos konstmuseum i Kiev.
Rumjantsev bestred även kostnaderna för Otto von Kotzebues världsomsegling 1815–1818 (för att finna nordostpassagen) och beskrivningen av densamma (1821). Flera djur-, insekt- och växtarter och mineraler fick därmed namn efter honom. Även geografiska orter fick bära hans namn även om de flesta har fått nya namn, undantag utgör Romanzof Mountains vid Hulahulafloden i Alaska. Han lär för vetenskapliga syften ha offrat 300 000 rubel.

## Utmärkelser
Asteroiden 5495 Rumyantsev är uppkallad efter honom.